# القطرانه
القطرانة هي إحدى مناطق محافظة الكرك، الأردن   تتبع إداريا للواء القطرانة.
تعود بدايات تأسيس بلدة القطرانة إلى عام 1909 حيث اكتسبت أهميتها التاريخيه بسبب مرور الخط الحجازي من خلالها وبسبب موقعها الجغرافي المميز في وسط الأردن وقد اهتم العثمانيون بها وقاموا ببناء قلعة القطرانة في عام 1800 لحماية البلده وحراسة الحجاج وقاموا كذلك ببناء محطة للسكك الحديديه في البلده واستخدمت ايضاً كقاعدة عسكريه ومركزاً تجارياً تمر من خلاله البضائع إلى البلدان المجاورة
في عام 1970م أُنشات مشاريع زراعيه على ما يقارب من (40) وحدة زراعية تتبع كل منها وحده سكنيه ومساحه كل وحده (25) دونم واتجه السكان بعد ذلك للتعليم بشكل كبير للاستقرار الذي وفرته المشاريع الزراعيه والوحدات السكنية.